# Aspilus minutus
Aspilus minutus är en skalbaggsart som beskrevs av Moser 1913. Aspilus minutus ingår i släktet Aspilus och familjen Cetoniidae. Inga underarter finns listade.